# Paisatge amb el pare de Psique oferint sacrificis al temple d'Apol·lo
Paisatge amb el pare de Psique oferint sacrificis al temple d'Apol·lo és un quadre realitzat pel pintor francès del Barroc Claudi de Lorena. Fa 174 cm d'alt i 220 cm d'ample, i està pintat a l'oli sobre llenç. Data de 1663 i es troba a la col·lecció Fairhaven, pertanyent al National Trust, a l'abadia de Anglesey, Lode (Cambridgeshire).

## Història

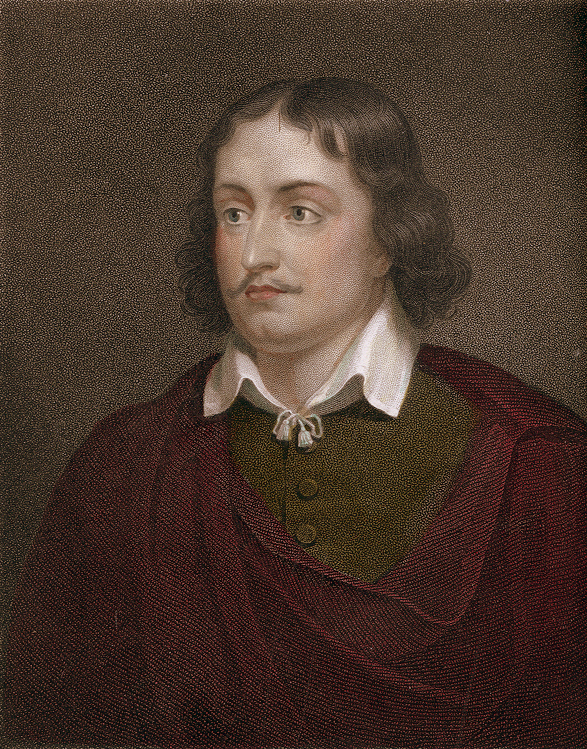
Claudi de Lorena

Claudi de Lorena va ser un pintor francès establert a Itàlia. Pertanyent al període de l'art Barroc, s'emmarca en el corrent denominat classicisme, dins del que va destacar en la pintura de paisatge. A la seva obra va reflectir un nou concepte en l'elaboració del paisatge basant-se en referents clàssics —el denominat «paisatge ideal»—, que evidencia una concepció ideal de la naturalesa i del propi món interior de l'artista. Aquesta forma de tractar el paisatge li atorga un caràcter més elaborat i intel·lectual i es converteix en el principal objecte de la creació de l'artista, la plasmació de la seva concepció del món, l'intèrpret de la seva poesia, que és evocadora d'un espai ideal, perfecte.
Aquest quadre va ser un encàrrec d'Angelo Albertoni, un ric prohom romà. Pare de Gasparo Albertoni, qui es va casar amb Laura Altieri, neboda del papa Climent X, qui el va nomenar governador del Castell de Sant'Angelo. Gasparo va encarregar el 1675 un altre quadre a Claudi per fer de parella (pendant) de l'anterior, Paisatge amb el desembarcament d'Enees al Laci, conservat igualment en l'actualitat al National Trust a l'abadia de Anglesey. Per això aquests dos quadres són coneguts globalment com els Altieri.
El quadre i la seva parella van pertànyer a la família Altieri fins al 1799, data en què van ser adquirits pel col·leccionista William Thomas Beckford per 6.500 guinees, qui al seu torn els va vendre el 1808 a Richard Hart Davis per 12.000 guinees, gairebé el doble, el rècord fins llavors per la venda d'unes obres d'art. Posteriorment va ser propietat de la família Miles fins al 1884, de la família Brassey fins al 1940 i del duc de Kent fins al 1947, data en què va passar a la col·lecció Fairhaven.
El quadre està signat sobre l'escala de l'esquerra: CLAVDIO GILLEE IV. FECIT. ROMA 1663. Figura al Liber Veritatis, un quadern de dibuixos on Claudi deixava constància de totes les seves obres per evitar les falsificacions, amb el número 157, on es troba la inscripció «quadro faict per il sig Angelino».

## Descripció

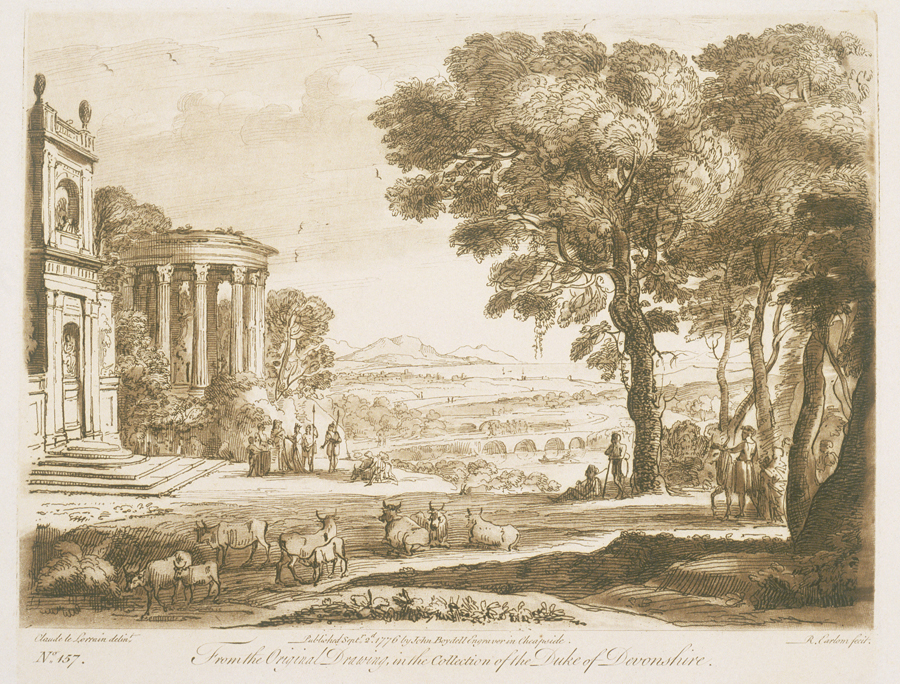
Dibuix 157 del Liber Veritatis de Claude, corresponent a aquest quadre

Aquesta obra pertany al període de maduresa de l'artista. Als anys 1660 Claude abandona la severitat clasicista i s'interna en un terreny més personal i subjectiu, reflectint un concepte de la naturalesa que alguns estudiosos qualifiquen de romàntic avant-la-lettre.
El tema està extret de les Metamorfosis de Apuleu (llibre IV): Psique, personificació de l'ànima, era la més bella de les filles d'un rei d'Anatòlia, i tot i així no trobava marit. El seu pare es va dirigir llavors a l'oracle del temple d'Apol·lo a Delfos —moment aquí representat—, qui el commina a vestir a la seva filla per a unes noces i abandonar-la en una roca, on serà presa per un monstre horrible. Una cop allà, i després de trobar-se sola, és portada pel vent al jardí del palau d'Eros (Cupido) i tots dos s'enamoren mútuament. Aquest tema ha estat tractat per altres artistes, com Rafael (Villa Farnesina) o Bernardo Castello (palau Giustiniani, Udine).
Com és habitual en la producció de Claudi, aquesta obra presenta un idíl·lic paisatge de camp romà amb alguns elements arquitectònics i figures humanes de petita grandària. Al costat esquerre apareix el temple d'Apol·lo a Delfos, de factura més aviat renaixentista, enfront del qual se situa un altar en el que el pare de Psique ofereix sacrificis al costat d'altres personatges. Una mica més lluny es veu un tolos, un temple de planta circular, aparentment en ruïnes. Al costat dret, als peus d'uns alts i majestuosos arbres, hi ha uns pastors observant l'escena, mentre que a la part inferior del quadre apareixen uns caps de bestiar pasturant. Al fons, a la part central del quadre, es veu un riu travessat per un pont, darrere el qual se succeeixen els camps fins a un paisatge muntanyenc en la distància. A la part superior es veu el cel solcat de núvols.
La composició del quadre repeteix de forma invertida la de Vista de Delfos amb una processó (1650, Galeria Doria-Pamphili, Roma). Per a la crítica en general és una de les obres mestres de Claudi i, al costat de la seva parella, són els primers exponents d'un estil més serè de l'artista en la fase final de la seva trajectòria.
D'aquesta obra existeixen quatre dibuixos preparatoris, conservats al Museu Britànic de Londres, a l'Ashmolean Museum d'Oxford, al Gabinet Nacional d'Estampes de Roma i al Museu Bonnat-Helleu de Baiona.